# Climacoptera vachschi
Climacoptera vachschi là loài thực vật có hoa thuộc họ Dền. Loài này được Kinzik. & U.P.Pratov mô tả khoa học đầu tiên năm 1986.